# Атанас Узунов (майор)
 Тази статия е за българския офицер.  За революционера вижте Атанас Узунов (революционер).  
Атанас Маринов Узунов е български революционер и офицер, участник в борбите за освобождение от турско иго през 1875 – 1878, защитник на Видин през Сръбско-българската война от 1885 и водач на Русенския бунт през 1887 година.

## Биография
Роден е през 1857 година в Русе. По време на Старозагорското въстание през 1875 Узунов участва в Червеноводската чета. След неуспеха на въстанието емигрира в Румъния. Участва като доброволец в Сръбско-турската война през 1876 г., сражавайки се при град Зайчар и при Корито. След войната в същата година постъпва на служба в 60-и заморски пехотен полк на Руската армия. По-късно завършва Юнкерското пехотно училище в Одеса(1877).
При обявяването на Руско-турската война (1877 – 1878) се записва в Българското опълчение и служи в III рота на II опълченска дружина. Участва в боя при Стара Загора, сражава се на връх Свети Никола, в Шейновската битка и в Котленския балкан. Награден с орден „Свети Георги“ IV степен и е повишен в офицерско звание прапоршчик през 1878 г.
След Освобождението служи в Източнорумелийската милиция. Постъпва във II кюстендилска пехотна дружина, а след това в XXII пазарджишка пехотна дружина и I софийска сапьорна рота Той е първият офицер от Българската войска, който завършва Военно-инженерната академия в Санкт Петербург.
По време на Сръбско-българската война през 1885 година е началник на Северния отряд и комендант на Видинската крепост. Проявява се като ерудиран военен инженер при укрепяването и отбраната на крепостта. Призован от сръбския генерал Милойко Лешанин да предаде крепостта, Узунов отговаря, че е учил как се превземат крепости, а не как се предават и продължава отбраната. Отбива всички нападения на Тимошката армия до примирието на 16 ноември 1885 г.
Като началник на 3-та пеша бригада и комендант на Русе през февруари 1887 г. Атанас Узунов вдига неуспешен метеж срещу Регентството. Заради бунта е осъден на смърт и разстрелян на 22 февруари на платото Левенттабия недалеч от града.
Обявен е за почетен гражданин на Видин през 1886 г. На негово име са наречени село Майор Узуново, много улици в България, както и Спортното училище в Русе.

## Военни звания
- Прапоршчик (27 април 1878)
- Подпоручик (1879)
- Поручик (24 март 1882)
- Капитан (24 март 1885)
- Майор (1885)

## Награди
- Орден „За храброст“ III степен
- Орден „Св. Александър“ V степен
- Войнишки кръст „Свети Георги“ IV степен